# Konnektionismus
Der Konnektionismus ist ein Problemlösungsansatz in der Kybernetik und beschäftigt sich mit dem Verhalten vernetzter Systeme basierend auf Zusammenschlüssen von künstlichen Informationsverarbeitungseinheiten. Verhalten wird als Produkt einer Vielzahl interagierender Komponenten verstanden, die sich wechselseitig beeinflussen. Mit Hilfe künstlicher neuronaler Netze wird die aus einem scheinbaren Chaos erwachsende Systemordnung simuliert. Anwendungsgebiete des Konnektionismus sind unter anderem Neurophysiologie, Psychologie, Biologie, Linguistik, Neuroinformatik, Bewegungswissenschaft und die Künstliche-Intelligenz-Forschung.

## Problemlösen mit konnektionistischen Systemen
Problemlösen besteht unabhängig von den jeweiligen Anwendungsfeldern stets aus den Schritten:
- Informationen erheben
- Modell bilden
- Prognose erstellen
- Ergebnis kontrollieren

Der Schritt der Modellbildung ist dabei zweifellos der schwierigste. Expertensysteme, Simulationen und numerische Rechnungen erfordern detaillierte Kenntnisse des Systems, das untersucht werden soll. Ihr konstruktivistischer Ansatz beruht auf der Hypothese, dass Systeme durch schrittweise vorgenommenes Zerlegen in Teilsysteme bestimmter Struktur vollständig symbolisch beschreib- und damit algorithmisierbar sind.
Bei einem konnektionistischen Modell wird versucht, das (äußere) Verhalten eines Systems als Ganzes nachzubilden durch den Zusammenhang einer großen Anzahl von relativ einfachen und oft recht ähnlichen Einheiten, die in einem dichten Netzwerk miteinander verbunden sind. Diese Einheiten arbeiten lokal und kommunizieren mit anderen nur via Signalen über Verbindungen.
Der Aufbau eines konnektionistischen Modellsystems wird für ausgewählte Beispiele des zu untersuchenden Systems so vorgenommen, dass es unter gleichen Bedingungen das gleiche Verhalten wie sein Vorbild zeigt. Für diese Fälle besteht also eine Isomorphie des Verhaltens, das konnektionistische Modellsystem antwortet auf Eingaben mit den gleichen Ausgaben wie sein reales Vorbild. Da das Systemverhalten nicht algorithmisiert wird, ist jedoch nicht nachvollziehbar, wie das konnektionistische Modellsystem intern funktioniert, seine Ergebnisse entstehen immer aus dem Zusammenwirken aller Elemente. Dabei muss das konnektionistische Modellsystem nicht notwendigerweise isomorph zum Untersuchungsgegenstand sein. Nach Smolensky erfolgt Repräsentation des Wissens subsymbolisch.

### Subsymbolische Hypothese
Die Ableitung von Wissen entsteht aus der Interaktion einer großen Anzahl von Einheiten. Diese Interaktion erlaubt keine exakte Beschreibung auf konzeptioneller Ebene, sondern muss direkt durch Modellprozessoren verwirklicht werden. Die Modellvorstellung eines konnektionistischen Systems ist grundlegend und unabhängig von einer konkreten Realisierung. Neben den bekannten künstlichen neuronalen Netzen ist besonders das Sensitivitätsmodell von Frederic Vester als Implementation einer konnektionistischen Auffassung zu erwähnen.

### Algorithmische Modelle
Als mathematisch zu beschreibendes Modell wurde das neurophysiologische Konzept des Synapsengewichts entwickelt.(a) Dieses ist geeignet zu praktischen Bestätigungen durch Computersimulation.(b)

## Vorteile konnektionistischer Architekturen
Die wichtigsten Vorteile von Systemen mit konnektionistischer Architektur (Beispiel: das menschliche Gehirn) sind:
1. Da sie nicht nach vorgegebenen Regeln arbeiten, sind sie sehr anpassungsfähig.
2. Sie können lernen – allerdings sind lange Vorbereitungszeiten erforderlich, bis das System einsatzbereit ist.
3. Sie arbeiten auch bei unvollständigen Daten und verrauschten Umgebungen ausgezeichnet, ein bekanntes Beispiel ist die Gesichtserkennung.
4. Sie sind, aufgrund ihrer Redundanz, robust bei Ausfall von Teilen des Systems.

## Symbolismus- vs. Konnektionismus-Debatte
Das Subsymbolisches Paradigma Smolensky’s soll sich der Fodor-Pylyshyn-Challenge stellen, die die klassische Symboltheorie für eine überzeugende Theorie der Kognition im modernen Konnektionismus formuliert hat. Um eine adäquate alternative Theorie der Kognition zu sein, müsste Smolensky‘s Subsymbolisches Paradigma die Existenz von Systematizität oder systematischen Relationen in der kognitiven Sprachverarbeitung erklären, ohne die Annahme, dass kognitive Prozesse kausal auf die klassische Konstituentenstruktur der mentalen Repräsentationen reagieren. Das subsymbolische Paradigma bzw. der Konnektionismus allgemein müsste also die Existenz von Systematizität und Kompositionalität erklären, ohne sich auf die bloße Implementierung einer klassischen kognitiven Architektur zu stützen. Diese Herausforderung impliziert ein Dilemma: Wenn das Subsymbolische Paradigma nicht zur Systematizität und Kompositionalität von mentalen Repräsentationen beitragen könnte, wäre es unzureichend als Grundlage für eine alternative Theorie der Kognition. Wenn der Beitrag des Subsymbolische Paradigma zur Systematizität jedoch mentale Prozesse erfordert, die auf der klassischen Konstituentenstruktur mentaler Repräsentationen gründen, wäre die von ihm entwickelte Kognitionstheorie bestenfalls eine Implementationsarchitektur des klassischen Modells der Symboltheorie und damit keine echte alternative (konnektionistische) Theorie der Kognition. Das klassische Modell des Symbolismus ist gekennzeichnet durch (1.) eine kombinatorische Syntax und Semantik mentaler Repräsentationen und (2.) mentale Operationen als struktursensitive Prozesse, gegründet auf dem grundlegenden Prinzip der syntaktischen und semantischen Konstituentenstruktur von mentalen Repräsentationen, wie es in der „Language of Thought (LOT)“ Fodor’s verwendet wird. Damit können die folgenden eng miteinander verbundenen Eigenschaften der menschlichen Kognition erklärt werden, und zwar ihre (1.) Produktivität, (2.) Systematizität, (3.) Kompositionalität und (4.) ihre inferentielle Kohärenz.  
Dieser Herausforderung gestellt haben sich im modernen Konnektionismus zum Beispiel nicht nur die „Integrated Connectionist/Symbolic (ICS) Cognitive Architecture“ Smolensky's, sondern auch die „Oscillatory Networks“ Werning‘s und Maye‘s. Einen Überblick dazu bietet zum Beispiel Bechtel & Abrahamsen, Marcus und Maurer.